# Paralomis histrix
 (mai 2017).
Si vous disposez d'ouvrages ou d'articles de référence ou si vous connaissez des sites web de qualité traitant du thème abordé ici, merci de compléter l'article en donnant les références utiles à sa vérifiabilité et en les liant à la section « Notes et références ».
Espèce
Synonymes
- Lithodes histrix De Haan, 1849[1]

Paralomis histrix est une espèce de crustacés décapodes de la famille des Lithodidae. C'est un crabe royal qui vit à 180–400 m de profondeur dans la baie de Tokyo.